# Brachycerodesmus peruvianus
Brachycerodesmus peruvianus är en mångfotingart som beskrevs av Kraus 1954. Brachycerodesmus peruvianus ingår i släktet Brachycerodesmus och familjen Fuhrmannodesmidae. Inga underarter finns listade i Catalogue of Life.